# Norman Rossington
Norman Rossington (Liverpool, 24 dicembre 1928 – Manchester, 21 maggio 1999) è stato un attore inglese, ricordato per i suoi ruoli in The Army Game, la serie di film Carry On e i film Sabato sera, domenica mattina (1960) con Albert Finney e Tutti per uno (1964) con i Beatles.

## Biografia

### Primi anni
Nato a Liverpool, figlio di un pubblicano, Rossington fu educato alla scuola elementare di Sefton Park e al collegio Tecnico di Liverpool. Lasciò la scuola all'età di 14 anni. In seguito visse una vita più da adolescente senza meta come un fattorino per il Porto di Liverpool ed apprendista falegname. Fece il suo servizio nazionale nella RAF. In seguitò, frequentò le scuole serali e studiò design industriale al liceo tecnico per diventare un disegnatore tecnico. Il suo interesse per la recitazione lo portò al David Lewis Theatre, un gruppo di teatro locale dove iniziò la sua carriera da attore. Lì interpretò Shakespeare e in The Critic sotto la regia di Thomas G. Reed. Rossington andò a perfezionarsi alla Scuola Teatrale Bristol Old Vic del Theatre Royal, e nella metà degli anni cinquanta appariva sul palcoscenico.

## Filmografia parziale

### Cinema
- Tre uomini in barca (Three Men in a Boat), regia di Ken Annakin (1956)
- Santa Giovanna (Saint Joan), regia di Otto Preminger (1957)
- La strada è bloccata (The Long Haul), regia di Ken Hughes (1957)
- Sfida agli inglesi (The One That Got Away), regia di Roy Ward Baker (1957)
- Titanic latitudine 41 Nord (A Night to Remember), regia di Roy Ward Baker (1958)
- La grande s...parata (Carry On Sergeant), regia di Gerald Thomas (1958)
- Carry On Nurse, regia di Gerald Thomas (1959)
- Un colpo da otto (The League of Gentlemen), regia di Basil Dearden (1960)
- Sabato sera, domenica mattina (Saturday Night and Sunday Morning), regia di Karel Reisz (1960)
- Eri tu l'amore (No Love for Johnnie), regia di Ralph Thomas (1961)
- Julie, perché non vuoi? (Crooks Anonymous), regia di Ken Annakin (1962)
- I cinque ladri d'oro (Go to Blazes), regia di Michael Truman (1962)
- Il giorno più lungo (The Longest Day), regia di Ken Annakin, Andrew Marton (1962)
- Lawrence d'Arabia (Lawrence of Arabia), regia di David Lean (1962)
- Tutti per uno (A Hard Day's Night), regia di Richard Lester (1964)
- Quei temerari sulle macchine volanti (Those Magnificent Men in Their Flying Machines or How I Flew from London to Paris in 25 hours 11 minutes), regia di Ken Annakin (1965)
- La dolce vita del soldato Joe (Joey Boy), regia di Frank Launder (1965)
- La cassa sbagliata (The Wrong Box), regia di Bryan Forbes (1966)
- Tobruk, regia di Arthur Hiller (1967)
- Fermi tutti, cominciamo daccapo! (Double Trouble), regia di Norman Taurog (1967)
- I seicento di Balaklava (The Charge of the Light Brigade), regia di Tony Richardson (1968)
- Uomo bianco, va' col tuo dio! (Man in the Wilderness), regia di Richard C. Sarafian (1971)
- Gli anni dell'avventura (Young Winston), regia di Richard Attenborough (1972)
- Tobia il cane più grande che ci sia (Digby, the Biggest Dog in the World), regia di Joseph McGrath (1973)
- Non prendete quel metrò (Death Line), regia di Gary Sherman (1973)
- Joseph Andrews, regia di Tony Richardson (1977)
- Il prigioniero di Zenda (The Prisoner of Zenda), regia di Richard Quine (1979)
- La casa delle ombre lunghe (House of the Long Shadows), regia di Pete Walker (1983)

### Televisione
- Assignment Foreign Legion – serie TV, episodi 1x09-1x18 (1956-1957)

## Doppiatori italiani
- Sergio Tedesco in Tutti per uno, Tobruk
- Luciano Melani in Sabato sera, domenica mattina
- Gianfranco Bellini in Lawrence d'Arabia
- Vinicio Sofia in Il giorno più lungo
- Corrado Gaipa in Fermi tutti, cominciamo daccapo!
- Carlo Alighiero in I seicento di Balaklava
- Valerio Ruggeri in La casa delle ombre lunghe